# Anne Curry
Anne Elizabeth Curry, die meist unter Anne Curry oder A. E. Curry veröffentlicht, (* 27. Mai 1954 in Chester-le-Street, County Durham) ist eine britische Historikerin.

## Leben
Sie wuchs in Chester-le-Street auf, bevor sie in Manchester studierte. Ihre akademische Laufbahn führte sie nach Teesside und dann nach Reading, bevor sie als Professorin an die University of Southampton berufen wurde.
Dort hatte sie bis 2019 einen Lehrstuhl für mittelalterliche Geschichte inne, war von 2010 bis 2018 Dekan der Fakultät für Geisteswissenschaften und ist Herausgeberin des Journal of Medieval History. Ihr Forschungsschwerpunkt ist der Hundertjährige Krieg. Sie gilt als Expertin der Schlacht von Azincourt. Bekannt geworden ist sie, weil sie die traditionelle Meinung anzweifelte, dass die Größe der französischen Truppen während der Schlacht von Azincourt die der englisch-walisischen bei weitem übertraf. Nach ihrer Ansicht war die Übermacht der Franzosen bedeutend geringer, es hätten nur etwa 12.000 Franzosen einem englisch-walisischen Heer von 9.000 Mann entgegengestanden. Sie war an der wissenschaftlichen Ausarbeitung des neuen Museums in Azincourt (Centre historique médiéval d’Azincourt) beteiligt, welches 2019 eröffnet wurde. Im Jeanne-d’Arc-Museum in Rouen ist sie als Hologramm-Instalation zu sehen.
Sie war darüber hinaus Vorsitzende des Battlefields Trust, Treuhänderin der Royal Armouries, 2006 bis 2009 Präsidentin der Historical Association, Vizepräsidentin der Royal Historical Society und Master der Worshipful Company of Fletchers.

## Arundel Herald
Am 3. Mai 2022 wurde Curry zur ersten weiblichen Heroldin ernannt. Dieses geschah noch rechtzeitig, damit Curry als erste Heroldin überhaupt an der feierlichen Staatseröffnung des Parlaments am 10. Mai 2022 teilnehmen konnte. Sie führt den Titel eines „Arundel Herald of Arms Extraordinary“. Als solche ist sie jedoch kein Mitglied des College of Arms.

## Veröffentlichungen
- Anne Curry mit Michael Hughes (Hrsg.): Arms, Armies and Fortifications in the Hundred Years War. The Boydell Press, Woodbridge 1994, ISBN 0-85115-365-8.
- Anne Curry mit David Bates (Hrsg.): England and Normandy in the Middle Ages. Hambledon Press, London 1994, ISBN 1-85285-083-3.
- Anne Curry mit Elizabeth Matthew (Hrsg.): Concepts and Patterns of Service in the Later Middle Ages. The Boydell Press, Woodbridge 2000, ISBN 0-85115-814-5 (The fifteenth century 1).
- Anne Curry (Hrsg.): Agincourt 1415. Henry V, Sir Thomas Erpingham and the triumph of the English archers. Tempus, Stroud 2000, ISBN 0-7524-1780-0.
- Anne Curry: The Battle of Agincourt. Sources and Interpretations. Boydell Press, Woodbridge 2000, ISBN 0-85115-802-1 (Warfare in history).
- Anne Curry: The Hundred Years’ War. 2nd revised edition. Palgrave Macmillan, Basingstoke u. a. 2003, ISBN 0-333-92435-5 (British History in Perspective).

dt. Der Hundertjährige Krieg. Primus, Darmstadt 2012, ISBN 978-3-86312-345-1.
- Chris Given-Wilson: The Parliament rolls of Medieval England 1275–1504. Volume 10: Anne Curry (Hrsg.): Henry VI, 1422–31. Boydell & Brewer u. a., Woodbridge u. a. 2005, ISBN 1-84383-161-9.
- Chris Given-Wilson: The Parliament rolls of Medieval England 1275–1504. Volume 11: Anne Curry (Hrsg.): Henry VI, 1432–45. Boydell & Brewer u. a., Woodbridge u. a. 2005, ISBN 1-84383-161-9.
- Anne Curry: Agincourt. A New History. Tempus, Stroud 2005, ISBN 0-7524-2828-4.
- Anne Curry (Hrsg.): Agincourt 1415. The Archer’s Story. Foreword by Robert Hardy. Tempus, Stroud 2006, ISBN 0-7524-4566-9.
- Anne Curry, Malcolm Mercer (Hrsg.): The Battle of Agincourt: The Essential Companion. Yale University Press, New Haven 2017, ISBN 978-0-300-22877-9.